# Сытов, Николай Петрович
Николай Петрович Сытов (1921—2004) — советский инженер-конструктор, руководитель и главный конструктор Центрального конструкторского бюро «Балтсудопроект» Министерства судостроительной промышленности СССР. Лауреат Государственной премии СССР (1976). Герой Социалистического Труда (1981).

## Биография
Родился 22 мая 1921 года в селе Юксовичи Лодейнопольского уезда Олонецкой губернии в крестьянской семье.
С 1939 года призван в ряды Рабоче-Крестьянской Красной армии на действительную военную службу, после окончания офицерских курсов служил на офицерских должностях. С 1941 по 1945 год в период Великой Отечественной войны проходил службу в должности командира учебного взвода на курсах младших лейтенантов 2-го Украинского фронта.
С 1943 по 1948 год с перерывом в учёбе проходил обучение в Ленинградском кораблестроительном институте. С 1948 по 1955 год работал Центральном конструкторском бюро «Балтсудопроект»: с 1948 по 1950 год —конструктор, с 1950 по 1952 год — секретарь партийного комитета, с 1952 по 1955 год работал в должностях — начальника сектора, начальника отдела и заместителя главного конструктора.
С 1955 года Н. П. Сытов был назначен руководителем и с 1962 по 1989 год одновременно занимал должность главного конструктора Центрального конструкторского бюро «Балтсудопроект». Под руководством и при непосредственном участии Н. П. Сытова разрабатывались такие суда научного гражданского флота как: «Космонавт Юрий Гагарин», ледокольно-транспортный лихтеровоз с атомной энергетической установкой «Севморпуть», танкеры «Крым» и «Победа», корабли-спасатели «Памир» и «Ягуар», а так же корабли измерительного комплекса «Маршал Крылов» и «Маршал Неделин». Указом Президиума Верховного Совета СССР «за успехи в работе» Центральное конструкторское бюро «Балтсудопроект» под руководством Н. П. Сытова в 1975 году было награждено орденом Трудового Красного Знамени, в 1985 году — орденом Октябрьской революции.
25 июля 1966 года Указом Президиума Верховного Совета СССР «за выдающиеся трудовые достижения» Николай Петрович Сытов был награждён Орденом Ленина.
В 1976 году Постановлением ЦК КПСС и Совета Министров СССР «за создание новых образцов техники» Николай Петрович Сытов был удостоен Государственной премии СССР.
10 марта 1981 года «закрытым» Указом Президиума Верховного Совета СССР «за выдающиеся заслуги в развитии советского судостроения и создания новых образцов продукции» Николай Петрович Сытов был удостоен звания Героя Социалистического Труда с вручением Ордена Ленина и золотой медали «Серп и Молот».
С 1989 по 1994 год работал главным конструктором-консультантом Центрального конструкторского бюро «Балтсудопроект».
С 1994 года вышел на заслуженный отдых.
Скончался 1 сентября 2004 года в городе Санкт-Петербург.

## Награды
- Медаль «Серп и Молот» (10.03.1981)
- Орден Ленина (25.07.1966, 10.03.1981)
- Орден Октябрьской Революции (26.04.1971)
- Орден Красной Звезды (8.06.1945)

### Премии
- Государственная премия СССР (1976)